# Lightning (Schnittstelle)
| Pinbelegung |                            |
| Pin         | Funktion                   |
| 1, GND      | Masse                      |
| 2, L0p      | Daten: Lane 0+             |
| 3, L0n      | Daten: Lane 0−             |
| 4, ID0      | Identifikation (control 0) |
| 5, PWR      | Stromversorgung            |
| 6, L1n      | Daten: Lane 1−             |
| 7, L1p      | Daten: Lane 1+             |
| 8, ID1      | Identifikation (control 1) |

Lightning-Stecker

Lightning bezeichnet eine proprietäre Schnittstelle von Apple, die für dünnere Bauweisen in tragbaren Geräten entwickelt wurde.
Diese Schnittstelle ersetzt seit 2012 den bis dahin verwendeten 30-poligen Anschluss, bis sie durch USB-C ersetzt wurde, das laut eines entsprechenden EU-Beschluss bis Herbst 2024 eingeführt werden muss.

## Geschichte
Der Lightning-Anschluss wurde von Phil Schiller während der Produktpräsentation am 12. September 2012 vorgestellt. In dieser Präsentation wurden auch das iPhone 5, der iPod touch (5. Generation) und der iPod nano (7. Generation) vorgestellt, welche alle den Lightning-Anschluss besitzen. Heute nutzen die folgenden Geräte von Apple den Lightning-Anschluss:
|      | iPad                                                                    | iPhone                                                                             | iPod                                                 | Zubehör                                                                                                  |
| ---- | ----------------------------------------------------------------------- | ---------------------------------------------------------------------------------- | ---------------------------------------------------- | --- |
| 2012 | iPad (4. Generation) iPad mini                                          | iPhone 5                                                                           | iPod nano (7. Generation) iPod touch (5. Generation) | – |
| 2013 | iPad Air iPad mini 2                                                    | iPhone 5c iPhone 5s                                                                | –                                                    | – |
| 2014 | iPad Air 2 iPad mini 3                                                  | iPhone 6 iPhone 6 Plus                                                             | –                                                    | – |
| 2015 | iPad mini 4 iPad Pro 12,9″                                              | iPhone 6s iPhone 6s Plus                                                           | iPod touch (6. Generation)                           | Magic Keyboard Magic Mouse 2 Magic Trackpad 2 Siri Remote Apple Pencil Apple Watch Magnetisches Ladedock |
| 2016 | iPad Pro 9,7″                                                           | iPhone SE (1. Generation) iPhone 7 iPhone 7 Plus                                   | –                                                    | Lightning auf USB-C Kabel AirPods Ladecase                                                               |
| 2017 | iPad (5. Generation) iPad Pro 10,5″ iPad Pro 12,9″ (2. Generation)      | iPhone 8 iPhone 8 Plus iPhone X                                                    | –                                                    | – |
| 2018 | iPad (6. Generation)                                                    | iPhone XS iPhone XS Max iPhone XR                                                  | –                                                    | – |
| 2019 | iPad Air (3. Generation) iPad mini (5. Generation) iPad (7. Generation) | iPhone 11 iPhone 11 Pro Max                                                        | iPod touch (7. Generation)                           | Ladecase für AirPods und AirPods Pro                                                                     |
| 2020 | iPad (8. Generation)                                                    | iPhone SE (2. Generation) iPhone 12 iPhone 12 mini iPhone 12 Pro iPhone 12 Pro Max | –                                                    | AirPods Max MagSafe Duo Ladegerät                                                                        |
| 2021 | iPad (9. Generation)                                                    | iPhone 13 iPhone 13 mini iPhone 13 Pro iPhone 13 Pro Max                           | –                                                    | Ladecase für AirPods (3. Generation)                                                                     |
| 2022 | –                                                                       | iPhone SE (3. Generation) iPhone 14 iPhone 14 Plus iPhone 14 Pro Max               | –                                                    | Ladecase für AirPods Pro (2. Generation) (bis September 2023)                                            |

Inzwischen wurde auch weiteres Zubehör, wie Kabel, Kopfhörer oder Lautsprecher von Drittanbietern vorgestellt, das den Lightning-Anschluss verwendet. Wenn es von Apple mit „Made for iPod iPhone iPad“ ausgezeichnet ist, wird es vom jeweiligen Gerät wie anderes Zubehör von Apple erkannt. Von Apple kamen außerdem verschiedene Adapter und der Bluetooth-Lautsprecher Pill+ von Apples Tochterfirma Beats.

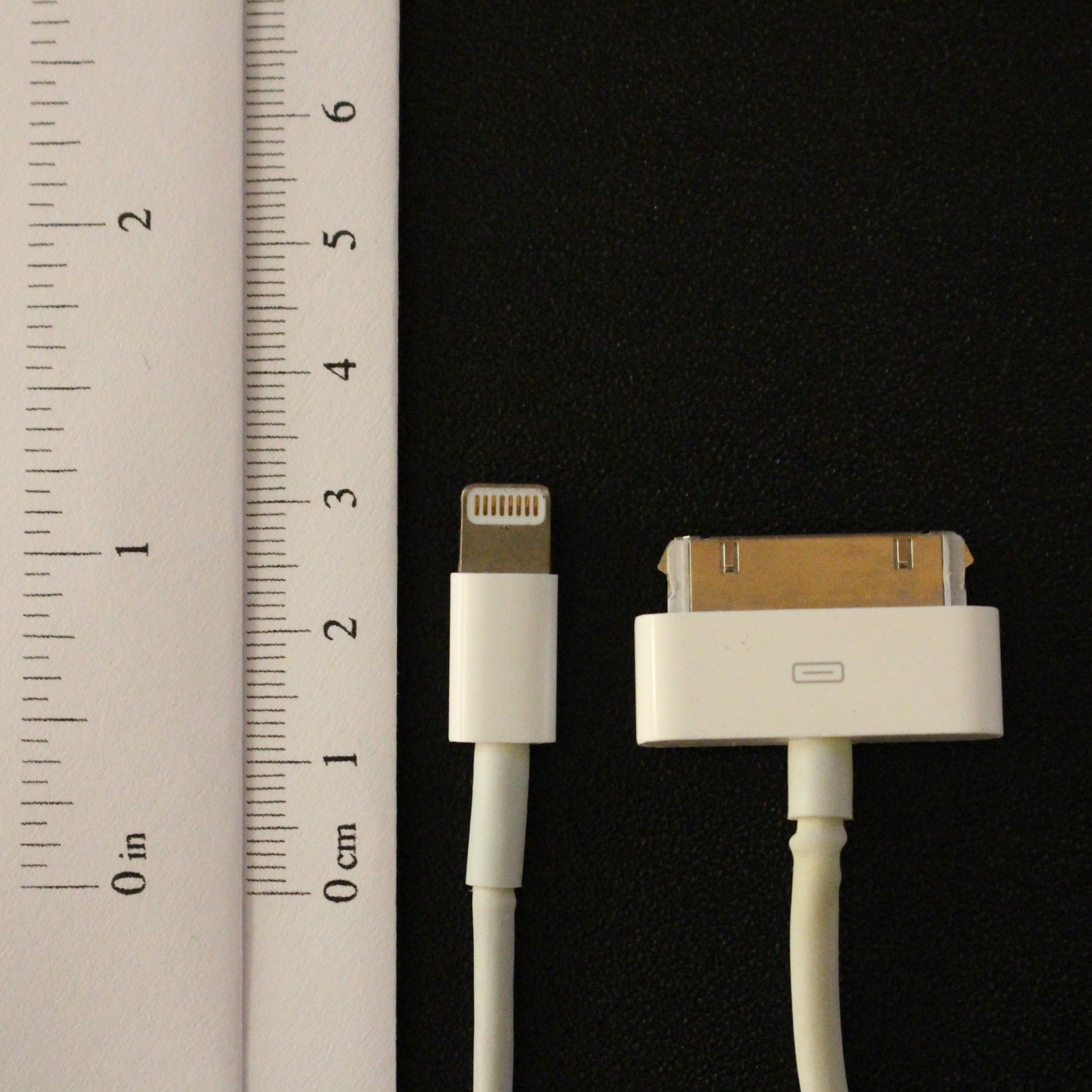
Links der Lightning-Stecker, rechts der alte 30-Pin-Stecker.

## Namensherkunft

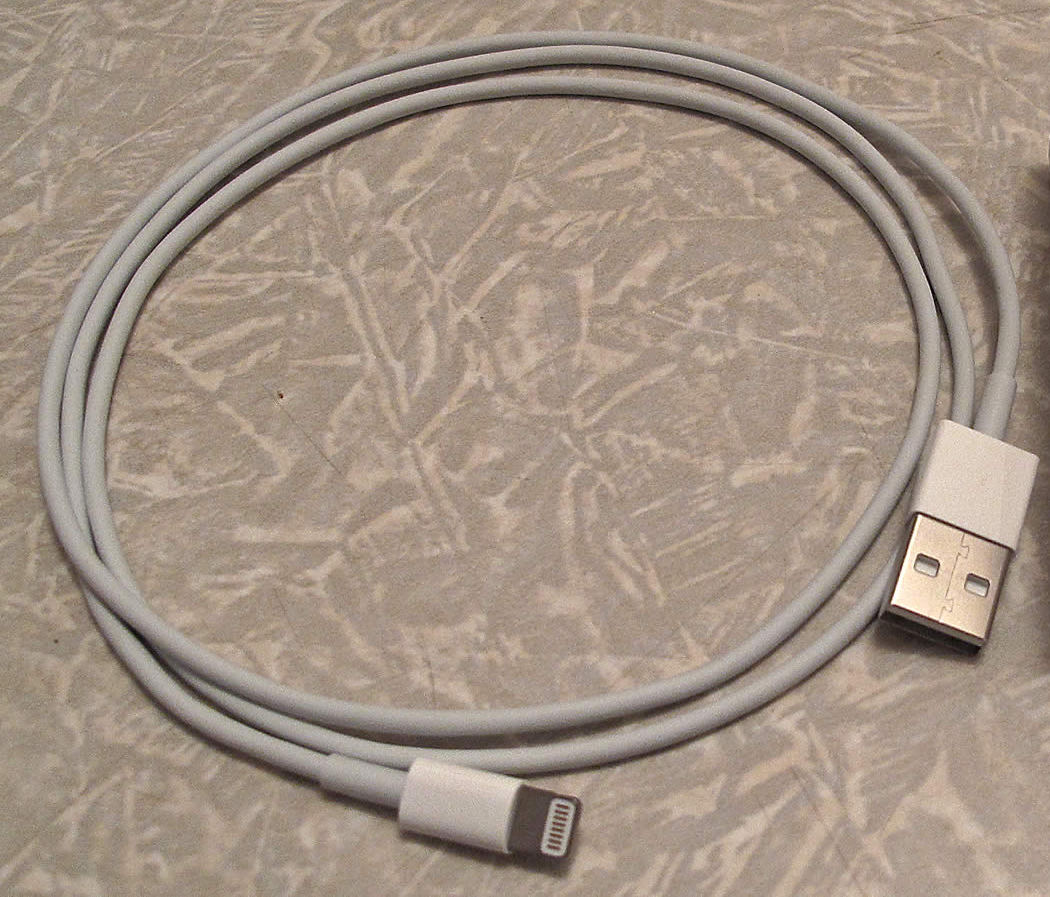
Kabel mit Lightning- und USB-A-Stecker

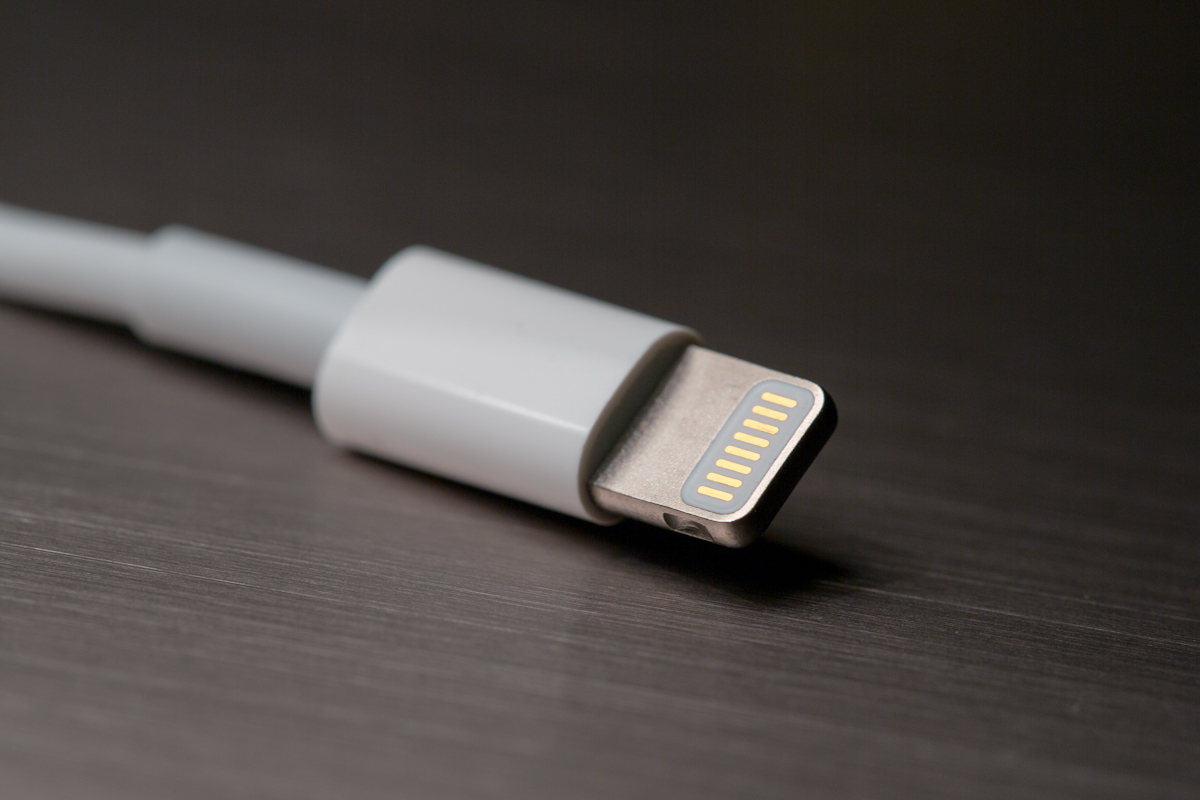
Lightning-Stecker

Der Name „Lightning“ (engl. Blitz) ist an den Namen der von Intel und Apple eingeführten Schnittstelle Thunderbolt (engl. Blitz mit gleichzeitigem Donnerschlag) angelehnt.

## Rezeption
Die Reaktionen auf den neuen Anschluss waren gemischt. Manche lobten den erweiterten Funktionsumfang, die geringere Größe und die beidseitige Verwendbarkeit, viele kritisierten jedoch auch, dass altes Zubehör für iPhone, iPad und iPod nicht mehr kompatibel sei. Apple verkauft einen 30-polig-auf-Lightning-Adapter, um die Kompatibilität zum Großteil alter Zubehörteile sicherzustellen.
Außerdem wurde kritisiert, dass Apple nicht den standardisierten Micro-USB-Anschluss verwendet.
Um dennoch die Verpflichtung der Europäischen Union nach einem einheitlichen Ladestecker zu erfüllen, bietet Apple einen Micro-USB-Adapter an. Aus internen Dokumenten und E-Mails der Generaldirektion Binnenmarkt ging am 25. Januar 2021 hervor, dass die EU an einem Gesetzesentwurf zur Vereinheitlichung von Ladesteckern für Elektrogeräte arbeitet.
Am 23. September 2021 wurde dieser veröffentlicht und soll einen USB-C-Anschluss vorschreiben.

## Ausführungen
Das Lightning-Kabel gibt es in unterschiedlichen Ausführungen. Die Standardausführung mit USB-A, die jedem iPhone bis zum iPhone 11 beilag, ist weiß und 100 cm lang. Das Lightning-Kabel mit USB-C wird beim iPhone 11 Pro oder neuer, iPad Air (ab 4. Generation), iPad (ab 8. Generation) sowie den AirPods Pro und AirPods Max beigelegt.

## Technik
Der Lightning-Anschluss nutzt acht Kontakte und kann Datensignale digital elektrisch (jedoch nicht optisch) übertragen. Die Buchse am Gerät weist an einer Innenfläche des Schlitzes acht federnde Kontakte auf. Am Stecker steht axial eine kleine, an den Ecken abgerundete (waagrechte) Platte mit etwa 8 mm × 1,5 mm Querschnitt etwa 8 mm weit vor. Der Stecker ist um 180° axial verdreht einsteckbar, da beide der etwa quadratischen Plattenflächen jeweils acht Kontakte aufweisen. Diese liegen flächenbündig als gleichförmiger Raster von parallelen Längsstreifen in Isolierstoff, der ein quer-ovales Fenster in der vorderen Hälfte der jeweiligen Plattenfläche bildet. Die Platte besteht oberflächlich sonst aus Metall, ist mit Masse (GND) des Steckers verbunden, dient zur Abschirmung und steht aus einem Griff aus Kunststoff vor. Die Kontakte der ersten Generation bis Februar 2019 sind vergoldet, die der späteren Generationen mit silbernem Rhodium oder Ruthenium überzogen.
Am anderen Ende eines Kabels mit Lightning-Stecker kann u. a. ein USB-2.0-Steckeranschluss zum Einsatz kommen, zum Übertragen von Ladeleistung zum Gerät mit Lightning-Anschluss oder zur Zweiweg-Datenübertragung. Apple bietet auch ein Adapterstück an, das einen Lightning-Stecker und eine Micro-USB-Buchse aufweist und ebenfalls zum Laden und Datenaustausch dienen kann.
Ein Mikrocontroller im Lightning-Stecker teilt dem angeschlossenen Gerät (iPhone, iPad, iPod) mit, wofür das angeschlossene Kabel geeignet ist (z. B. USB, Audio etc.) und erwartet damit die dementsprechenden Signale vom Host-Gerät. Dies ersetzt deutlich kompakter den 30-poligen Stecker, der parallel Anschlüsse für USB, Audio, FireWire etc. enthielt und nur in einer Ausrichtung eingesteckt werden konnte.
Der Lightning-Stecker enthält auch einen Authentifizierungschip, um den Nachbau von Kabeln zu verhindern. Ein chinesisches Unternehmen konnte den Chip jedoch bereits 2012 nachbauen. Apple wirkte dem mit dem Update auf iOS 7 im Jahr 2013 schon teilweise entgegen, indem man die Nutzer beim Verwenden von nicht-autorisierten Kabeln davor warnt.

### Mechanik
Der Stecker ist selbstreinigend, da beim Einstecken der Schmutz von der Buchse abgestreift wird, bevor sich die Kontakte berühren.
Er hat auf beiden Seiten Vertiefungen, in welche Federn eingreifen, die sich seitlich in der Buchse befinden. Je nach Größe der Vertiefung des Steckers ergeben sich verschieden starke Haltekräfte.